# 聖盧克區
聖盧克區是中美洲國家多米尼克的10個行政區之一，位於該國西南部，北毗聖喬治區，東接聖帕特里克區，南鄰聖馬克區，西臨加勒比海，面積7.8平方公里，2001年人口1,576。米歇爾角是其唯一聚居地。